# Cardeña
Cardeña ist eine spanische Gemeinde in der Provinz Córdoba in Andalusien. Sie umfasst ein Gebiet von 514 km², hatte 2024 1.422 Einwohner und liegt auf einer Höhe von 821 m über dem Meer, nördlich von Córdoba, ca. 80 km entfernt von der Provinzhauptstadt.

## Geschichte
Menschliche Besiedlung lässt sich in Cardeña bis in die Jungsteinzeit hinein nachweisen. Aus der Eisenzeit haben sich Reste von Megalithgräbern (Torrubia) erhalten.
Aus der iberischen und römischen Epoche gibt es Reste von Bergbau. Stellen, die für den Wanderer interessant sind, lassen sich bei Venta del Charco, Cerro del Águila, Mañuelas y Azuel besichtigen, wo auch ein römischer Münzfund gemacht und einige iberische Tongefäße entdeckt wurden.
Im Mittelalter gehörte das ganze Gebiet zum Kerngebiet der Provinz Fash-Al-Ballut (Eichenfeld, Campo de Encinas). Am Areal des Castillo de Azuel sind noch Teile arabischer Gebäude erhalten.
1397 vergab Enrique III Konzessionen für 12 Freigasthöfe auf den Wegen, die von Ciudad Real nach Adamuz und El Villaran führten, an die Stadt Córdoba. Daraus entstanden die Gasthöfe la Chaparrera, San Antonio, El Puerto, La Fresnedilla, El Charco, El Cerezo, Azuel und Cardeña und es ist wahrscheinlich, dass diese Orte die Keimzellen der Ansiedlung waren.
Im 16. Jahrhundert kamen diese Ventas zum Gebiet von Montoro und erst 1930 entstand ein Unabhängigkeitsprozess, der zur Selbstständigkeit Cardeñas führte. Damit ist Cardeña die jüngste Gemeinde in der Provinz Córdoba und sein Hauptplatz der Independencia Local spiegelt die neueste Geschichte. Venta del Charco und Azuel schlossen sich dem Unabhängigkeitsprozess an.
Momentan gehört das Gebiet zur Comarca de Los Pedroches. Grundlage seiner Wirtschaft ist die Viehzucht sowie Forstwirtschaft und Jagd. In der Zukunft soll nachhaltiger Tourismus die Wirtschaft antreiben. Der Parque Natural de las Sierras de Cardeña y Montoro ist ein wichtiger Faktor für diese Pläne.

## Verwaltung
Seit 1979 gab es sieben Legislaturperioden, in denen zwei Bürgermeister (alcaldes) und eine Bürgermeisterin die Verwaltung führten: Martín Merchán Caballero (PSOE), Juan Jurado Torres (PSOE) Catalina Barragán (IU, über 16 Jahre). In diesen Jahren hat der Ort 24 % seiner Einwohner verloren. Dabei wurde der größte Verlust in den Jahren zwischen 1979 und 1983 (310) verzeichnet und es könnte sein, dass dabei die Art der Zählung eine Rolle spielen könnte.
2007 wurde Pablo García (PSOE) zum Bürgermeister gewählt.
Die Wahlbeteiligung ist allgemein sehr hoch (über 80 %), was für eine gesunde demokratische Einstellung spricht.
Die Koalitionen zur Bildung der Stadtparlamente sind sehr interessant. Die UCD trat nur 1979 an und errang auch damals mit 48,60 % der Stimmen nicht das Bürgermeisteramt. Sie wurde 1991 von der PSOE abgelöst, die auch 1995 die stärkste Partei war. Schließlich entwickelte sich 2007 eine Polarisation, jedoch eher zwischen Personen als zwischen Parteien. Überraschenderweise wählten 90 % linke Parteien.

## Geographie

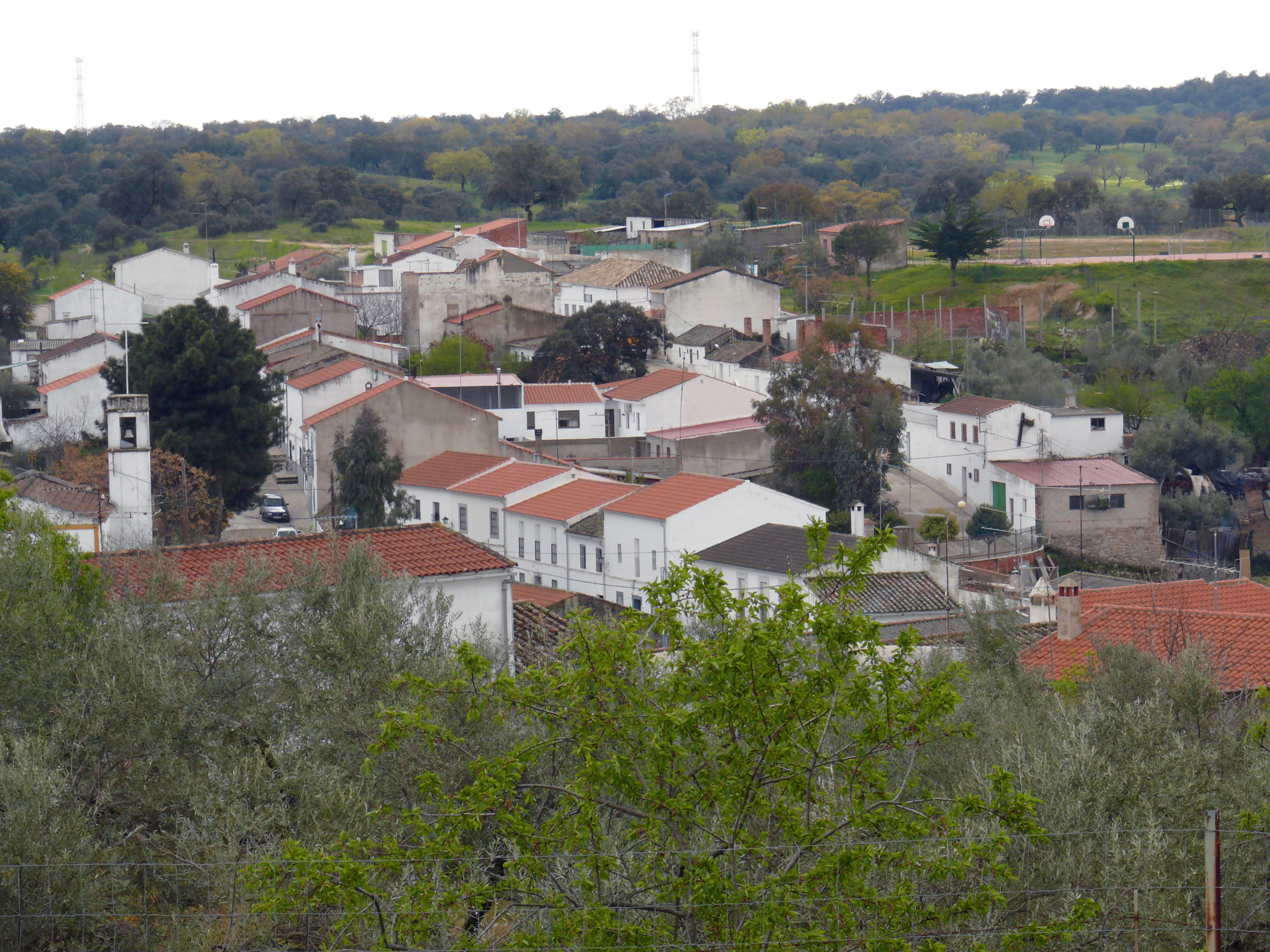
Venta del Charco

Venta del Charco und Azuel sind eingemeindete Dörfer des Ayuntamiento de Cardeña.
Das Gemeindegebiet von Cardeña ist von den Gemeinden im Kreis das Höchstgelegene und damit auch das höchstgelegene in der ganzen Provinz. Kreis und Gemeinde haben beschreiben eine konvexe Form und bilden die Trennung zwischen den Becken von Guadiana und Guadalquivir. In geographischer Hinsicht ist daher der Name „Valle“ (Tal) de los Pedroches eine Fehlbezeichnung, die nur verständlich wird, wenn man die Gegend im Blick auf die Sierras im Norden betrachtet, die sich scharf gegen den Himmel abzeichnen.

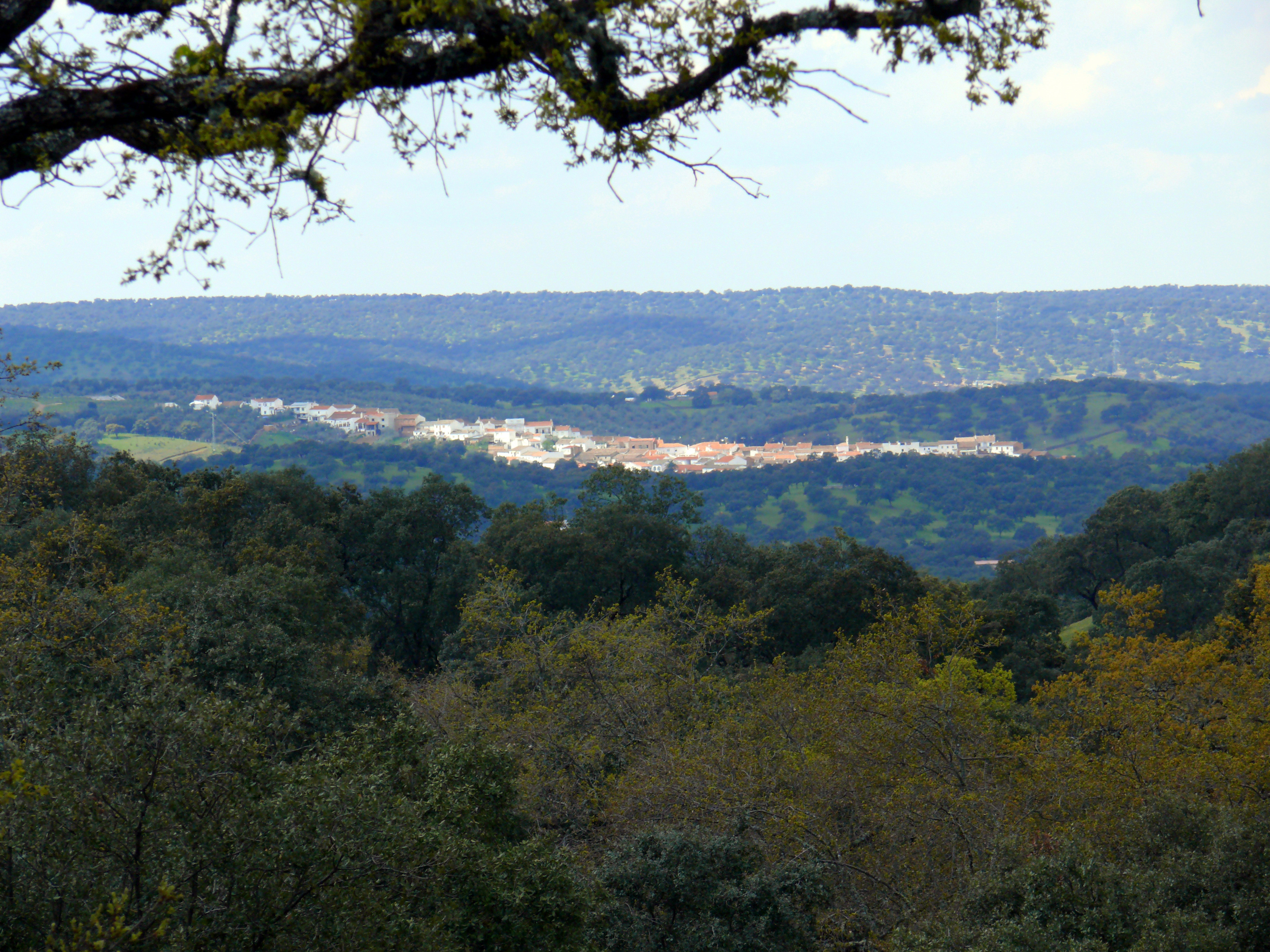
Azuel

Die Höchsten Erhebungen sind: Colmena (828 m), Ladronera (823 m), Navalconejuelo (810 m), Píngano (805 m), Virgen de la Cabeza (798 m), Martín Colmena (791 m), Bermejo (785 m), Plaza (785 m), Cerquilla (783 m) und Garullo(774 m). Im Süden und im Osten wird die Landschaft vom Río Yeguas und der Sierra de Andújar bestimmt. Im Norden erstreckt sich ein schmales Band mit kohlehaltigen Gesteinen zum Beispiel bei Azuel und zum Río Guadalmez hin fällt das Gelände ab. Er bildet die natürliche Grenze mit der Sierra Madrona. Von diesem Fluss aus geht das Gelände über in das Becken des Río Guadiana.
Durch die Jahrhunderte wurden in der Mine El Cano verschiedenste Mineralien abgebaut wie Kupfer, Blei, Wismut, Uran. Blei kommt am häufigsten vor. Es bildet ein Flöz, das bei el Zumajo erkennbar ist, wo es den Zentralen Teil in NW-SE-Richtung durchschneidet. Es wurde seit römischer Zeit abgebaut. Im 20. Jahrhundert entstanden noch die Minen San Rafael, San Cayetano und El Águila. Rund um Azuel gibt es Wismut-Vorkommen.
Die wichtigsten Flüsse sind vor allem der Guadalmez mit seinen Zuflüssen Arroyo des Buenas Yerbas und Pedro Moro, sowie der el Yeguas, welcher ein ausgedehntes Tal bildet zusammen mit den Arroyos de Cabrahigo, Manzano, Espino, Carrizo, Anguijuela, Alamedilla, Fraile, Cantareras, Zocarejo, Valdecañas und Robledillo. Die Wasser im Zentrum des Gebiets und im Südosten fließen ab zum el Arenoso und el Arenosillo, die ihrerseits Zuflüsse zum Guadalquivir sind. In Venta del Charco verläuft der Río Martín Gonzalo.

### Klima

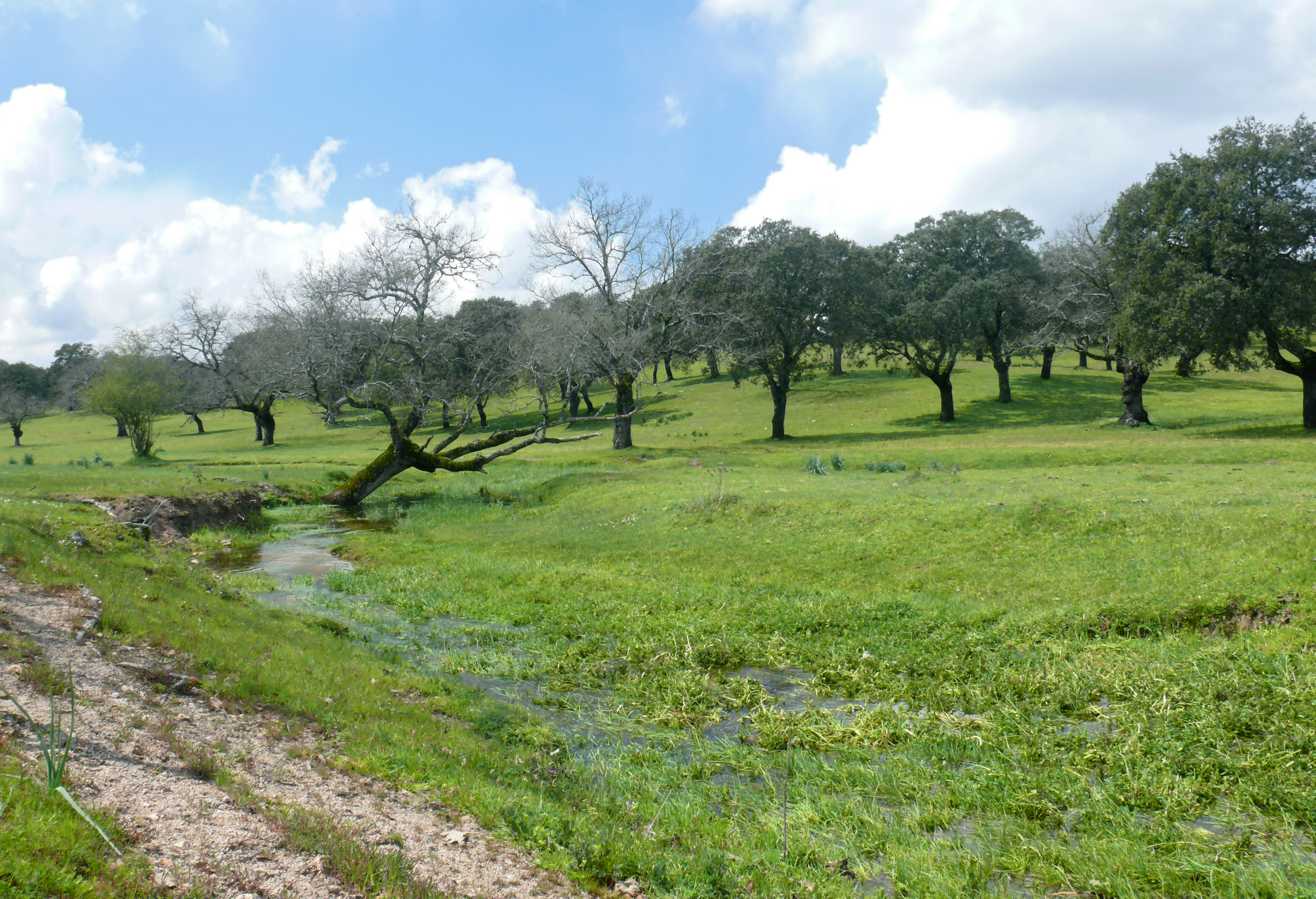
Río Arenosillo.

Das Klima ist mediterran mit kontinentalen Einflüssen. Die Winter sind kalt mit ergiebigen Regen und die Sommer trocken und warm. Die Durchschnittstemperatur beträgt 15,2 °C. Die Temperatur schwankt im Jahresdurchschnitt um 20 °C. Die mittlere Temperatur im Januar beträgt 7,1 °C. Der Juli ist der wärmste Monat mit durchschnittlich 25,4 °C. Es gibt jährlich ca. 56 Fröste zwischen November und April. Der nördliche Teil des Gebiets weist eine etwas kühlere Temperatur auf als der südliche, auch wenn das Temperaturminimum in Venta del Charco gemessen wurde mit −12 °C am 14. Januar 1987.
In Bezug auf die Niederschlagsmengen gehört Cardeña zu den niederschlagsreicheren Gemeinden in Los Pedroches. 630 Liter bei Azuel, 800,6 l bei Cardeña und 956,3 l bei Venta del Charco. Dies ist der größeren Höhe und den umliegenden Gebirgen geschuldet, die bis auf 1.300 m in der Sierra Madrona ansteigen. Diese Bedingungen haben bei Venta einen Steineichenbestand entstehen lassen, der einzigartig in der Provinz ist. Jährlich gibt es ca. 100 Tage mit Niederschlag, vor allem im Januar, Februar und März. Die niederschlasgärmsten Monate sind Juni bis September. Im Januar und Februar kann es auch schneien.
Die vorherrschenden Winde, „ábregos“, kommen von Südwest und bringen vor allem im Herbst und Winter Niederschläge. Die Winde aus Süd und Südost sind vor allem im Sommer häufig. Sie haben ihren Ursprung in Afrika. Nordwestwinde sind weniger häufig. Sie sind kalt und trocken.

### Vegetation

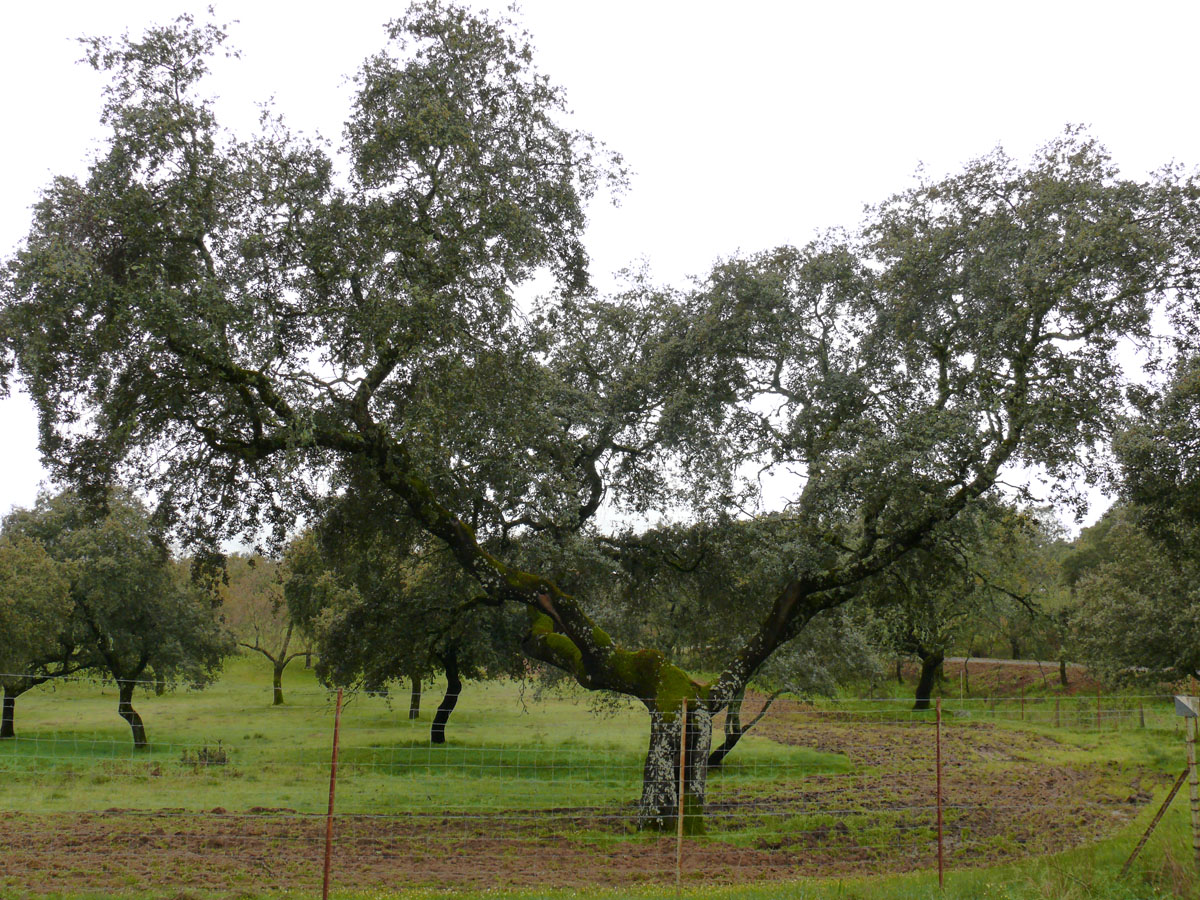
Steineichen

Die teilweise immergrünen Wälder bestehen aus Steineichen, Bergeichen (Quercus faginea), Oliven, Korkeichen und Pyrenäen-Eichen in den feuchteren Gebieten um Venta del Charco. vorherrschende Straucharten sind jaras, brezos, madroño und lentisco. Weidegebiete entwickeln sich, wenn Brachflächen abgeholzt und in Dehesa umgewandelt werden. Die Haine mit unberührtem mediterranen Wald und die Galeriewälder haben eine große ökologische Bedeutung, weshalb auch die Umgebung von Cardeña zum Parque Natural erklärt wurde.
Das Gebiet von Cardeña begann erst im 19. Jahrhundert umgewandelt zu werden. Die Dehesa ist eine Menschengemachte Landschaft, die dadurch entsteht, dass das Gebüsch gerodet wird und die Eichen gelichtet werden. Die so gewonnenen Gebiete sind hervorragende extensive Weiden, vor allem für Mastschweine. In den Ruhejahren werden Schafe und Rinder in die Weide getrieben. Darüber hinaus wird aus den Hölzern Kohle gewonnen. Im Abstand von 5 bis 15 Jahren wurden die Weiden gerodet. Die umzäunten Parzellen wurden als „defensa“ bezeichnet. In Ortsnähe erschwerte die offene Landschaft auch Überraschungsangriffe.
Während die Dehesa das Paradebeispiel für nachhaltigen Naturschutz ist, beobachtet man mit Sorge, dass in den vergangenen Jahrzehnten immer mehr Aufforstungen mit Kiefern und Eukalyptus (nichtheimischen Arten) gemacht wurden.

### Fauna
Die vielfältige Landschaft ist ein Tummelplatz für verschiedenste Raubvögel, vor allem Iberienadler, Steinadler, Schlangenadler, Zwergadler, Habichtsadler, Habicht, sowie Nachtgreifvögel wie Uhu, Zwergohreule, und Käuze. Verschiedene Geier und Schmutzgeier finden hier Futter und es gibt auch Störche. Wölfe leben im nahegelegenen Parque Natural de la Sierra de Andújar. Und das größte Raubtier ist der Pardelluchs, dem zuliebe man den Parque Natural, eines seiner letzten Rückzugsgebiete, eingerichtet hat und für den man auch die Kaninchen schützt. Weitere Säugetiere sind Rothirsch, Damhirsch, Mufflon und Wildschwein. Eine Besonderheit stellt das Ichneumon (meloncillo) dar, welches durch die Römer eingebürgert wurde. Und es gibt Wildkatzen, Ginsterkatzen und Füchse.
Im río Yeguas kommen Nutrias vor. Darüber hinaus gibt es Rebhühner, Tauben (Paloma, tórtola) Wiedehopfe (abubilla), Elstern (urraca), Eichelhäher (arrendajo), Drosseln (zorzal), Amseln (mirlo) und viele kleine Vogelarten vor. Die Wasser des río Yeguas beherbergen Eisvogel (martín pescador), Teichhuhn (polla de agua), Blässhuhn (focha común) und Zwergtaucher (zampullín).

## Sehenswürdigkeiten
Die Pfarrkirche Nuestra Señora del Carmen ist eine moderne Kirche, erbaut von Carlos de Santamaría 1950-1956. Sie ersetzte eine frühere Kirche aus dem 19. Jahrhundert. Sie hat eine Fassade in neobarockem Stil. Erwähnenswert sind ein Bild von Cristo Yacente (1918), ein Cristo del Amor von Juan Martínez Cerrillo, ein Retablo Carmelita von 1960 von Antonio Leña Gomáriz und ein Kelch aus dem 19. Jahrhundert.
Aus dem Vorgängerbau haben sich die Bilder Nuestro Padre Jesús de la Pasión und Jesús de la Confianza erhalten. Außerdem gibt es Bilder von San Isidro Labrador und Nuestra Señora de la Cabeza.
Weitere Kirchen sind die Parroquia San Jose in Azuel und die Parroquia de Nuestra Señora del Carmen in Venta del Charco. Darüber hinaus gibt es den Parque Natural Sierra de Cardeña y Montoro mit den Ferienwohnungen von El Cerezo.
Die Talsperre Embalse de Martín Gonzalo mit dem Stausee und der Torre telegráfica de Cerquilla sind technische Monumente. Der Telegrafenturm wurde im 19. Jahrhundert errichtet und ermöglichte die Verbindung von Madrid nach Córdoba, Sevilla und Cádiz. Der Turm war durch Lichtsignale mit dem Turm in Fuencaliente (Puerto Viejo) und dem Turm in la Onza (Baluarte de la Onza) verbunden.

## Feste
In den Orten werden im Jahreslauf verschiedene Fest besonders gefeiert: Das Jahr beginnt mit der Candelaria am 2. Februar und der Fiesta de San José am 19. März, am 21. April wird der Dia de la Independencia Local begangen und Anfang Mai findet in Azuel die Romeria de la Virgen del Romero statt.
Die Romeria de San Isidro führt am 15. Mai nach El Cerezo, die Fiesta de San Antonio de Padua wird am 13./14. Juni begangen. Am 16. Juli findet die Fiesta de la Virgen del Carmen statt und wenig später die Feria de Venta del Charco.
Im August finden die Feria del Azuel und die Feria de Cardeña statt.
Carneval zeichnet sich durch den entierro de la sardina (Aschermittwoch) aus.